# Bohumil Tomášek
Bohumil Tomášek (Liberec, 21 giugno 1936 – 2 novembre 2019) è stato un cestista e allenatore di pallacanestro cecoslovacco.

## Carriera
Con la Cecoslovacchia ha disputato i Giochi olimpici di Roma 1960 e cinque edizioni dei Campionati europei (1959, 1961, 1963, 1965, 1967).

## Palmarès

### Giocatore
- Campionato cecoslovacco: 2

Spartak Praga Sokolovo: 1959-60
Slavia VŠ Praga: 1968-69
- Coppa delle Coppe: 1

Slavia VŠ Praga: 1968-69